# Peter Schmidt (Kunsthistoriker)
Peter Schmidt (* 12. Mai 1964 in Arzberg) ist ein deutscher Kunsthistoriker, Mediävist und Hochschullehrer.

## Leben und Werk
Nach dem Studium der Kunstgeschichte, der Deutschen Philologie des Mittelalters und der Neueren Deutschen Literaturwissenschaft in Bamberg und Berlin hatte Schmidt 1990 eine Vertretung der Assistentenstelle am Lehrstuhl für Deutsche Philologie des Mittelalters der Universität Bamberg. Er wurde 1995 im Fach Kunstgeschichte an der Technischen Universität Berlin bei Robert Suckale promoviert. Anschließend war Schmidt bis 1997 wissenschaftlicher Mitarbeiter an einem interdisziplinären Forschungsprojekt zur spätmittelalterlichen Tafelmalerei an der TU Berlin.
Von 1998 bis 2005 war er als wissenschaftlicher Assistent am Kunstgeschichtlichen Institut der Johann-Wolfgang-von Goethe-Universität Frankfurt am Main tätig, an der er sich 2008 habilitierte („Sinnliche Texte und geistliche Bilder – geistliche Texte und sinnliche Bilder: Studien zur Bildprägung im Mittelalter am Beispiel des Hohenliedes“). 2003 bis 2009 war er Co-Kurator des Forschungs- und Ausstellungprojekts „Origins of European Printmaking“ der National Gallery of Art in Washington und des Germanischen Nationalmuseums in Nürnberg. Nach einer Gastprofessur an der Humboldt-Universität zu Berlin (2008 bis 2009) forschte er von 2009 bis 2014 an der Bayerischen Akademie der Wissenschaften in München (Langzeitprojekt Katalog der deutschsprachigen illustrierten Handschriften des Mittelalters; Geschäftsführer der Kommission für Deutsche Literatur des Mittelalters).
Schmidt war von 2014 bis 2017 Professor für Kunstgeschichte mit Schwerpunkt Mittelalter an der Universität Heidelberg. 2015/2016 war er Fellow am Marsilius-Kolleg der Universität Heidelberg, 2016 hatte er die Wolfgang Stammler-Gastprofessur (Freiburger Gastprofessur für Germanistische Mediävistik) der Universität Fribourg (Schweiz) inne. Seit April 2017 hat er die Professur für Kunstgeschichte des Mittelalters an der Universität Hamburg inne.

## Schwerpunkte
Funktions- und Mediengeschichte des Bildes im Mittelalter; Tafelmalerei, Buchkunst und Druckgraphik im Medienwandels zwischen Mittelalter und früher Neuzeit; Anfänge des vervielfältigten Bildes; Text-Bild-Systeme; Bild und Frömmigkeitsgeschichte; Porträt im Mittelalter

## Gremientätigkeiten und Mitgliedschaften
Am 25. März 2022 wurde Schmidt zum zweiten Vorsitzenden im  Deutschen Verband für Kunstgeschichte gewählt.
- Mitglied des Komitees des Mediävistisches Arbeitskreises der Herzog August Bibliothek Wolfenbüttel
- Mitglied der Kommission für deutsche Literatur des Mittelalters der Bayerischen Akademie der Wissenschaften
- Mitglied des wissenschaftlichen Beirats des Projekts „Katalog der deutschsprachigen illustrierten Handschriften des Mittelalters“ (Bayerische Akademie der Wissenschaften)
- Mitglied der Kommission für den Handschriftencensus an der Akademie der Wissenschaften und der Literatur Mainz
- Mitglied des wissenschaftlichen Beirats des Instituts für Mittelalterforschung (IMAFO) der Österreichischen Akademie der Wissenschaften
- Mitglied des „Centre for the Study of Manuscript Cultures“ (CSMC) der Universität Hamburg
- Mitglied des Exzellenzclusters „Understanding Written Artefacts“ der Universität Hamburg

## Publikationen (Auswahl)
- Aby M. Warburg und die Ikonologie. Mit einem Anhang unbekannter Quellen zur Geschichte der Internationalen Gesellschaft für Ikonographische Studien von Dieter Wuttke (= GRATIA. Bamberger Schriften zur Renaissanceforschung 20). 2. Auflage, Harrassowitz, Wiesbaden 1993, ISBN 3-447-03024-0.
- Die Kupferstiche des Meisters E.S. zur Wallfahrt nach Einsiedeln. Einige Überlegungen zum Publikum, Programm und Kontext. In: Stephan Füssel, Gert Hübner, Joachim Knape (Hrsg.): ARTIBVS. Kulturwissenschaft und deutsche Philologie des Mittelalters und der frühen Neuzeit. Festschrift für Dieter Wuttke zum 65. Geburtstag. Wiesbaden 1995, S. 293–312.
- Die Große Schlacht. Ein Historienbild aus der Frühzeit des Kupferstichs (= GRATIA. Bamberger Schriften zur Renaissanceforschung 22). Harrassowitz, Wiesbaden 1992, ISBN 3-447-03268-5.
- mit Martin Büchsel (Hrsg.): Das Porträt vor der Erfindung des Porträts. Philipp von Zabern, Mainz 2002.
- Beschriebene Bilder. Benutzernotizen als Zeugnisse frommer Bildpraxis im späten Mittelalter. In: Klaus Schreiner (Hrsg.): Frömmigkeit im Mittelalter. Politisch-soziale Kontexte, visuelle Praxis, körperliche Ausdrucksformen. München 2002, S. 347–384.
- The Use of Prints in German Convents of the Fifteenth Century. The Example of Nuremberg. In: Studies in Iconography 24 (2003), S. 43–69.
- Gedruckte Bilder in handgeschriebenen Büchern. Zum Gebrauch von Druckgraphik im 15. Jahrhundert (= pictura et poesis 16). Böhlau, Köln/Weimar/Wien 2003, ISBN 3-412-11902-4.
- mit Peter Parshall, Rainer Schoch u. a.: Origins of European Printmaking: Fifteenth-Century Woodcuts and their Public. Katalog der Ausstellung Washington, National Gallery of Art, und Nürnberg, Germanisches Nationalmuseum, 2005, National Gallery of Art, Washington 2005. 
  - Deutsche Ausgabe: Die Anfänge der europäischen Druckgraphik. Holzschnitte des 15. Jahrhunderts und ihr Gebrauch. Nürnberg 2005, ISBN 978-3-936688-08-5.
- Materialität, Medialität und Autorität des vervielfältigten Bildes. Siegel und andere Bildmedien des Mittelalters in ihren Wechselwirkungen. In: Markus Späth (Hrsg.): Die Bildlichkeit korporativer Siegel im Mittelalter (= sensus. Studien zur mittelalterlichen Kunst 1). Böhlau, Köln/Weimar/Wien 2009, S. 89–111.
- Der Finger in der Handschrift. Vom Öffnen, Blättern und Schließen von Codices auf spätmittelalterlichen Bildern. In: Peter Strohschneider, Lieselotte E. Saurma, Stephan Müller (Hrsg.): Codex und Raum (= Wolfenbütteler Mittelalter-Studien 21). Harrassowitz, Wiesbaden 2009, S. 85–125.
- Heilsvermittlung und Reproduktion. Die Mediengeschichte der „Gnadenbildkopie“ im ausgehenden Mittelalter. In: Wolfgang Augustyn, Ulrich Söding (Hrsg.): Original – Kopie – Zitat. Kunstwerke des Mittelalters und der Frühen Neuzeit. Wege der Aneignung – Formen der Überlieferung. Deutscher Verlag für Kunstwissenschaft, Berlin 2010, S. 373–403.
- mit Christian Schneider, Jakub Šimek und Lisa Horstmann (Hrsg.): Der Welsche Gast des Thomasin von Zerklaere. Neue Perspektiven auf eine alte Verhaltenslehre in Text und Bild (= Kulturelles Erbe: Materialität – Text – Edition 2). Heidelberg University Publishing, Heidelberg 2022, ISBN 978-3-947732-68-5 (Hardcover), ISBN 978-3-947732-66-1 (PDF, doi:10.17885/heiup.545).